# ATP Challenger Lee-on-Solent
Der ATP Challenger Lee-On-Solent (offiziell: Lee-On-Solent Challenger) war ein Tennisturnier, das von 1982 bis 1984 jährlich in Lee-on-the-Solent, dem Borough Gosport in England, stattfand. Es gehörte zur ATP Challenger Tour und wurde im Freien auf Sand gespielt.

## Liste der Sieger

### Einzel
| Jahr | Sieger        | Finalgegner  | Ergebnis      |
| ---- | ------------- | ------------ | ------------- |
| 1984 | Simon Youl    | Jeremy Bates | 7:6, 6:4, 6:1 |
| 1983 | Robbie Venter | Jeremy Bates | 6:3, 6:1      |
| 1982 | Brent Pirow   | Derek Tarr   | 7:6, 4:6, 6:3 |

### Doppel
| Jahr | Sieger                          | Finalgegner                     | Ergebnis              |
| ---- | ------------------------------- | ------------------------------- | --------------------- |
| 1984 | Doppel nicht gespielt           | Doppel nicht gespielt           | Doppel nicht gespielt |
| 1983 | Charlie Fancutt Greg Whitecross | Andrew Jarrett Jonathan Smith   | 6:3, 3:6, 6:4         |
| 1982 | Danie Visser Tian Viljoen       | Derek Tarr Schalk van der Merwe | 6:1, 1:6, 6:3         |